# Gli orfani di Topolino
Gli orfani di Topolino (Mickey's Orphans) è un film del 1931 diretto da Burt Gillett. È un cortometraggio animato della serie Mickey Mouse, prodotto dalla Walt Disney Productions e uscito negli Stati Uniti il 9 dicembre 1931, distribuito dalla Columbia Pictures. Il cartone animato si svolge durante il periodo natalizio e ha per protagonisti Topolino, Minni e Pluto che raccolgono un gruppo di dirompenti gattini. 
Il film venne nominato per l'Oscar al miglior cortometraggio d'animazione ai Premi Oscar 1932, anno d'inaugurazione del premio. Alla fine perse a favore di Fiori e alberi, il primo film Disney a colori.
Gli orfani di Topolino fu anche il primo cartone animato a tema natalizio. La Disney ne avrebbe poi prodotti altri come Buon Natale Topolino (1932), Topolino e i folletti di Natale (1952) e il Canto di Natale di Topolino (1983).

## Trama
Una figura incappucciata passa davanti a una chiesa (dove il coro sta cantando "Silent Night") in una notte nevosa portando un cesto coperto. La figura si avvicina alla casa di Topolino, nella quale Minni sta suonando "Silent Night" con un organo, mentre Topolino decora l'albero di Natale e Pluto dorme vicino al fuoco. La figura poi lascia il cesto sulla porta di casa di Topolino, suona il campanello e si allontana.
Pluto porta dentro il cesto e scopre che è pieno di gattini, evidentemente orfani. Topolino e Minni sono dapprima affascinati dai gattini, ma essi presto dimostrano di essere un fastidio. Tuttavia, Topolino e Minni sono determinati a far sentire i gattini i benvenuti. Topolino lascia la stanza per un attimo e torna vestito da Babbo Natale con un sacco pieno di giocattoli. I gattini tirano fuori il contenuto, la cui maggior parte sono vari attrezzi di distruzione come seghe, martelli e armi giocattolo. I gattini si mettono al lavoro e distruggono il pianoforte e altri mobili. Infine Topolino e Minni rivelano il loro albero di Natale, ma i gattini ne tolgono tutte le decorazioni e il fogliame.

## Edizioni home video

### DVD
Il cortometraggio è incluso nei DVD Walt Disney Treasures: Topolino in bianco e nero e Topolino Vintage.